# Һ
Һ, һ (cursiva: Һ, һ) es una letra de las versiones del alfabeto cirílico adaptadas a los idiomas no eslavos. No debe confundirse con la letra h del alfabeto latino.

## Orígenes
Deriva de la letra latina h minúscula.

## Uso
Se usa en los siguientes idiomas (en paréntesis la posición de la letra según el orden alfabético del idioma y luego su pronunciación en AFI):
- idioma azerí en Daguestán (11.ª), /h/;
- idioma baskir (31.ª), /h/;
- idioma buriato (26.ª), /h/;
- idioma dolgan (13.ª), /h/;
- idioma calmuco (6.ª), /ɣ/;
- idioma kazajo (31.ª), /h/, en desuso, el alfabeto cirílico reemplazado por el romano;
- idioma sami kildin (11.ª), /◌ʰ/;
- idioma kurdo (31.ª), [ħ];
- idioma yakuto (25.ª), /h/;
- idioma tártaro (29.ª), /h/.